# Río Negro (Mato Grosso do Sul)
El río Negro es un río brasileño que atraviesa el estado de Mato Grosso do Sul. Es uno de los afluentes del Río Paraguay formando parte de la Cuenca del Paraguay, una de las nueve cuencas del Brasil.
- Datos: Q2082976